# 新ひだか町立三石国民健康保険病院
新ひだか町立三石国民健康保険病院(しんひだかちょうりつみついしこくみんほけんびょういん)は北海道日高郡新ひだか町にある医療機関である。

## 診療科
出典
- 総合診療科
- 外科
- 小児科

## 医療機関の指定・認定
出典
| 生活保護法指定医療機関 | 優生保護法指定医療機関   |
| 結核予防法指定病院     | 国民健康保険療養取扱機関 |
| 社会保険法指定病院     | 労災保険指定病院         |
| 船員法83条指定病院     |                          |

## 交通
出典
- 日高線日高三石駅（2021年4月1日廃駅）から徒歩15分
- 道南バス三石役場前バス停より徒歩3分